# Dōtaku

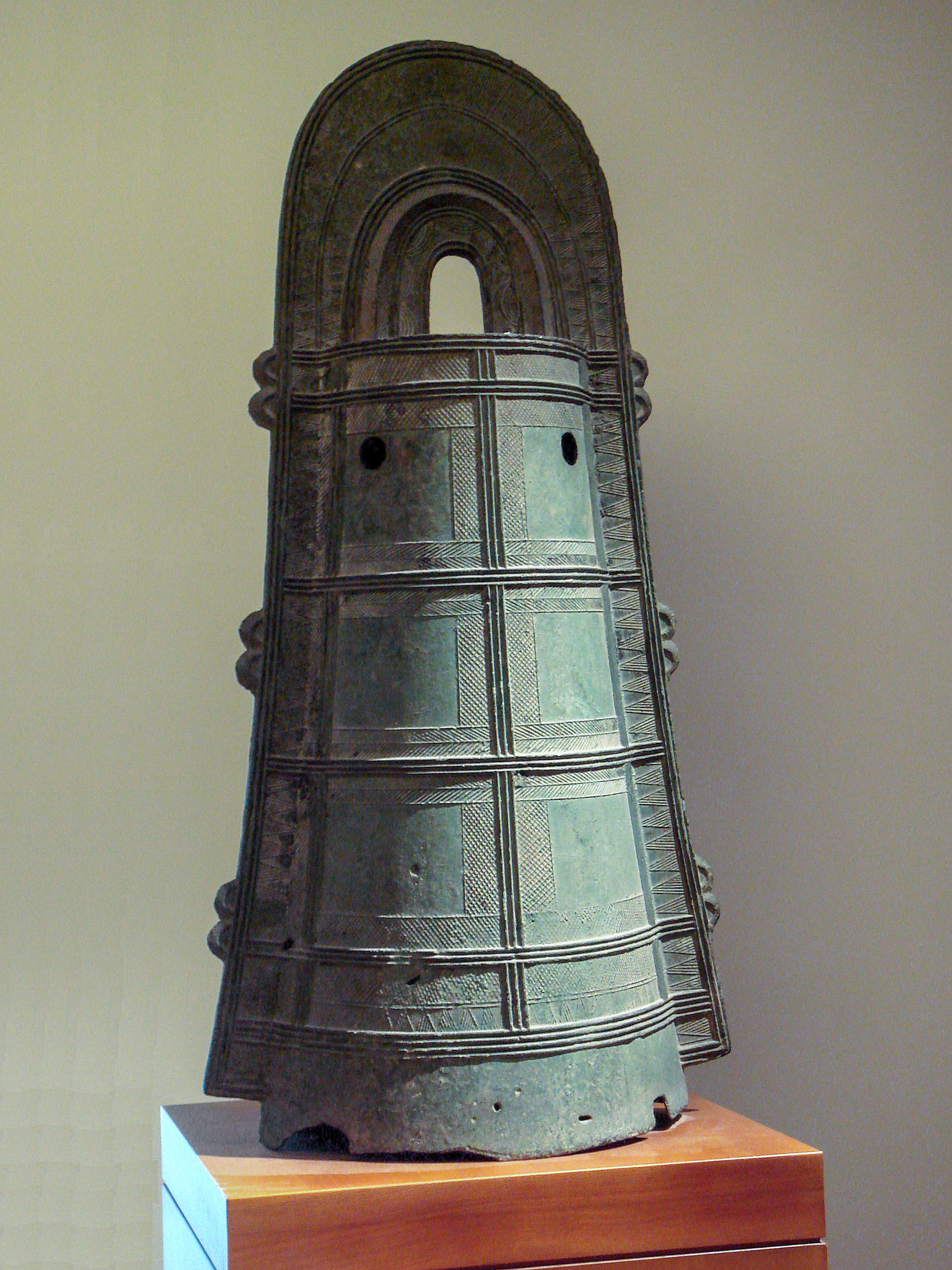
Eine dōtaku der Yayoi-Zeit, 3. Jahrhundert

Dōtaku (japanisch 銅鐸) ist eine klöppellose, dünnwandige und reichlich verzierte Glocke, die in Japan aus Bronze gegossen wurde. Sie wurde über einen Zeitraum von ungefähr 400 Jahren, zwischen dem 2. Jahrhundert v. Chr. und dem 2. Jahrhundert n. Chr. (dies entspricht dem Ende der Yayoi-Zeit), fast ausschließlich zu dekorativen Zwecken bei Ritualen verwendet. Die Bemalungen auf den Glocken stellen Motive aus Natur und Tierreich dar, unter anderem Libellen, Fangschrecken und Spinnen. Unter Historikern wird angenommen, dass Dōtaku beim Gebet für reichliche Ernten Verwendung fanden und es sich bei den dargestellten Tieren um die natürlichen Feinde von den Insekten handelt, die Reisfelder befielen.
Japanischer Volkskunde zufolge wurden Dōtaku als Signalglocken bei Notfällen (beispielsweise in Wachtürmen) eingesetzt, hier insbesondere im Fall einer Invasion durch Einwohner der Koreanischen Halbinsel. Wurden durch Wachen Eindringlinge entdeckt, wurde über die Dōtaku Alarm geschlagen, so dass die Einwohner sich und ihre Besitztümer in Sicherheit bringen und Krieger sich darauf vorbereiten konnten, die feindliche Armee zurückzudrängen.
In Yasu, Präfektur Shiga befindet sich ein Dotaku-Museum, welches sich den Glocken gewidmet hat.

## Geschichte
Die Yayoi-Zeit (400 v. Chr. – 300 n. Chr.) war Zeitalter technologischen Fortschritts. Anders als noch zu Zeiten der Jōmon-Zeit, wo ein Großteil der Bevölkerung nomadisch lebte, legten die Yayoi besonderen Wert auf große Siedlungen und den Reisanbau. Weitere Errungenschaften des Zeitalters sind die Entwicklung des Bronze- und Eisengusses zur Erstellung von Metallobjekten wie Waffen, Spiegeln und Werkzeugen. Unter den aus Bronze gegossenen Gegenständen war auch die dōtaku als eines der markantesten Objekte des Zeitalters. In den letzten Jahren wurden dōtaku von Wissenschaftlern studiert, um mehr über deren Ursprünge, die Art der Herstellung, ihren Zweck und die Bedeutung der Inschriften herauszufinden.

## Herkunft
Obgleich ein bedeutendes Artefakt des Yayoi-Zeitalters, entstand das Konzept der dōtaku nicht in Japan. Unterschiedlichen Studien zufolge wird angenommen, dass die Glocken an „frühere, kleinere, koreanische Glocken, mit denen Pferde und andere Haustiere geschmückt wurden“, chinesische Kuhglocken oder Han Chinese zhong (Glocken ohne Klöppel, die in ritueller Musik verwendet wurden), angelehnt wurden. Weitere Studien haben jedoch ergeben, dass die Yayoi keine Viehzucht betrieben und, obwohl einige dōtaku Schwengel und Aufhängevorrichtungen besaßen, diese „dumpfe“ oder „ratternde Töne“ von sich gaben, wenn sie hin- und herbewegt wurden. Daher nimmt man an, dass sie nicht zu diesem Zweck eingesetzt wurden. Glocken, die rituellen Zwecken dienten, wurden daher aus China importiert.

### Geografische Verbreitung
Es wurden in Japan insgesamt über 400 dōtaku gefunden, meist im westlichen Teil Honshū, dem Tōkai-Bezirk, Shikoku, und der Region Kansai, hier besonders Kyoto, Nara und Osaka. Die „erste überlieferte Entdeckung einer dōtaku“ war 662 n. Chr. in einem Tempel der Präfektur Shiga. Sie werden meist „an isolierten Hängen vergraben“ gefunden, entweder einzeln, zu zweit oder in größeren Gruppen zusammen mit verschiedenen bronzenen Spiegeln und Waffen. Forscher nehmen an, dass, wenn dōtaku in Gruppen vergraben wurden, verschiedene Clans dies gemeinsam an einem Ort taten, um der Einheit dieser Clans Rechnung zu tragen.

## Aussehen

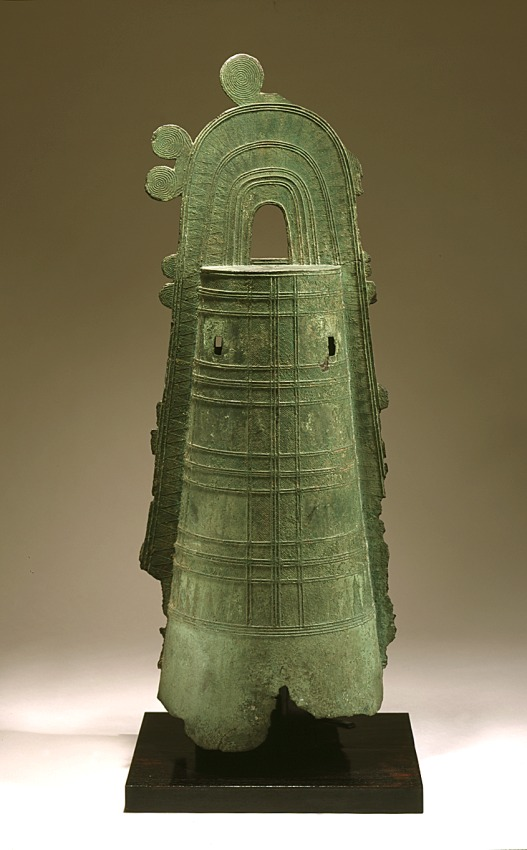
Dōtaku, Yayoi-Zeit, 2.–1. Jhd. v. Chr.

Der Körper der Glocke hat die Form „eines gekürzten Zylinders“, der Querschnitt ist oval und hat „horizontale Bänder, die in der Mitte durch eine vertikale Reihe getrennt werden“. Die Oberseite und die Seiten der Glocke werden bogenförmig von einem „kunstvoll verarbeiteten Gurt, ausgefüllt mit Sägezähnen und Spiralen“ geschmückt. Die für die Herstellung von dōtaku verwendeten Materialien wurden sowohl aus Korea als auch aus China importiert; vor dem 7. Jahrhundert konnten keine Bronzevorkommen in Japan nachgewiesen werden. Bronze wurde als wertvoller als Eisen angesehen. Darüber hinaus wurden in den Glocken Spuren von Blei nachgewiesen, eine häufige Eigenschaft chinesischer Metalle. Die Höhe der Yayoi-Glocken reichte von 10 bis 127 cm. Gemeinsam mit dem Größenunterschieden waren auch die Stile der Glocken großen Schwankungen unterworfen. Über verschiedene Regionen hinaus wurde diese uneinheitliche Produktion fortgeführt, bis sich eine Gruppe von Bronzeschmieden traf und letztendlich auf einen Standard einigte.

### Herstellung von Dotaku
Die Glocken wurden ursprünglich mithilfe zweiteiliger Sandsteinformen hergestellt, in die „Verzierungen eingraviert wurden“, um den Anschein zu erwecken, dass sich reliefartige Bronzen auf der Oberfläche befanden. Viele dieser Sandsteinmodelle wurden „im nördlichen Teil Kyūshūs in großer Zahl gefunden“, sowie in der Nähe von Kyoto, Osaka und Nara. Im Laufe der Zeit wurden dōtaku immer größer und dünner, da sie nun mittels Formen aus Lehm anstelle von Sandstein geformt wurden. Dadurch wurde detailgenaueres Arbeiten ermöglicht, beispielsweise einfachere Linienzeichnungen anstelle der kleineren und dickeren Sandsteinformen.

## Verwendungszweck
Andere Einsatzzwecke der dōtaku werden von Wissenschaftlern weiterhin erörtert, es gilt jedoch als sicher, dass diese zu agrikulturellen Ritualen eingesetzt wurden, dies wird von verschiedenen Quellen bestätigt.
Wissenschaftler nehmen darüber hinaus an, dass wenn nicht verwendet, dōtaku „im Boden vergraben wurden, um die Lebenskraft der Erde aufzunehmen“, wodurch die landwirtschaftliche Güte für die Bevölkerung sichergestellt werden sollte. Es wird auch angenommen, dass sie in Regenritualen Einsatz fanden. Diese Annahmen werden durch die Tatsache bestärkt, dass viele Dōtaku-Inschriften von „fließendem Wasser, Wasservögeln, Fischen, Booten und landwirtschaftlichen Objekten“ zierten. Obgleich nicht bekannt ist ob dōtaku „von den Oberhäupten oder den Siedlungen bei Festivitäten verwendet wurden“, gilt es jedoch als gesichert, dass diese der gesamten Gemeinschaft gehörten anstelle einer einzelnen Person.
Darüber hinaus gibt es merkwürdige Spekulationen, dass dōtaku als „Sonnenuhr, zur Herstellung von Gold, zum Heizen von Badewasser oder in Verbindung mit geheimen jüdischen Praktiken“ verwendet wurden.

## Ähnlichkeiten mit anderen Kulturen / Abbildungen
Die Gestaltung der dōtaku enthält viele Aspekte, die chinesischen Gegenständen ähneln. Viele Glocken hatten beispielsweise „aufwendige Dekorationen, [die] zeitgenössischen chinesische Spiegel ähnelten“. Erst später im Yayoi-Zeitalter „wurden Darstellungen von Tieren und Menschen bei der Jagd und der Landwirtschaft“ verwendet. Zusammen mit diesen Abbildungen konnten auch Bilder von den typischen höhergelegenen Getreidespeichern der Yayoi und der Mochizubereitung" gefunden werden.

### Darstellung von Hirschen
Dōtaku enthalten viele Darstellungen von Hirschen, obwohl die „Yayoi meistens Wildschweine aßen“. Laut Harima Fudoki, einer Serie von Überlieferungen aus der Nara-Zeit (710 – 793 n. Chr.), gab es „ein magisches Ritual, bei welchem Samen in Hirschblut getränkt wurden, um die Befruchtung der Reispflanzen zu beschleunigen“, da angenommen wurde, dass „die Lebenskräfte des Hirsches das Wachstum des Reises beschleunigen“, was erklären würde, warum die Figur Forest Spirit im Film Prinzessin Mononoke ein Hirsch mit dem Gesicht eines Menschen ist.

## Spekulationen über die Bildgebung
Darüber, ob die Bilder auf einer dōtaku eine signifikante Bedeutung haben oder nicht, wurden verschiedene Studien durchgeführt. Laut einem Forscher namens Oba, enthält jedes Bild ein verstecktes Piktogramm, das durch phonetisches Lesen entschlüsselt werden kann. So kann ein Bild eines Mannes, der einen Hirsch erlegt als „iru ka“ (einen Hirsch erlegen) gelesen werden, zu „Iruka“ kombiniert kann das Bild jedoch Soga no Iruka, eine Referenz auf die Soga-Dynastie darstellen. Durch weitere Lesungen entdeckte Oba, dass die Zeichnungen „Verweise auf Personen, Orte und Ereignisse in der frühen Geschichte Japans“ sowie „Informationen zu Gebäudeformen, Jagdgewohnheiten und andere Aspekte des täglichen Lebens“ enthielten", welche möglicherweise für zukünftige Generationen bewahrt werden sollten.
Anderen Wissenschaftlern zufolge ist es jedoch unwahrscheinlich, dass die dargestellten Bilder versteckte Bedeutungen haben, es ist wahrscheinlicher, dass die Bilder lediglich Bilder sind.

## Popkultur
Der Hirsch, der oft auf der Oberfläche einer dōtaku gezeigt wird, ist im Film Prinzessin Mononoke (unter der Regie von Hayao Miyazaki) dargestellt. Im Film ist Forest Spirit der „Gott über Leben und Tod“ und wird durch einen großen Hirsch mit einem menschlichen Gesicht dargestellt.
Das Pokémon Bronzong wurde nach einer dōtaku entworfen.